# Эндоплазматический поток
Эндоплазматический, цитоплазматический поток, циклоз — движение цитоплазмы в клетках эукариотов. Свойственен как клеткам растений, так и клеткам животных. В некоторых одноклеточных эукариотах, например амёбе, цитоплазматический поток обеспечивает механизм перемещения клетки. Он обеспечивает получение питательных элементов, продуктов обмена веществ (метаболитов), и генетической информации всеми частями больших растительных клеток. Движение цитоплазмы играет одну из важных ролей в распределении веществ внутри клетки, а также характеризует уровень жизнедеятельности клеточных структур.
О движении цитоплазмы в первую очередь свидетельствует перемещения органелл в крупных клетках с большими вакуолями. Элементы цитоскелета — микрофиламенты принимают участие в осуществлении данного движения, а его источником выступает АТФ.
Хлоропласты используют цитоплазматический поток оптимально располагаясь в клетке для получения максимума световой энергии при фотосинтезе.
Наблюдение цитоплазматического потока в 1830-х годах позволило биологам признать, что клетка является элементарной единицей строения всех живых организмов.

## Типы движения цитоплазмы
Основными типами движения цитоплазмы являются:
- круговое (вращательное или ротационное);
- струйчатое;
- колебательное.

Различают также: спонтанное, постоянное и индуцированное внешними факторами (освещённостью, температурой, содержанием и концентрацией химических веществ, механическими воздействиями и т. д.).

### Круговое движение
Характерно для клеток, у которых центральная часть занята крупной вакуолью, а цитоплазма сосредоточена вдоль стенок. В таких клетках цитоплазма движется по кругу в одном направлении. Полагают, что движение осуществляется за счёт микрофиламентов. Хорошо заметно в листьях водных растений. Например, элодеи (Elodea).

### Струйчатое движение
Протекает в клетках многочисленными тонкими струйками во всех направлениях. Характерно для молодых клеток, в которых цитоплазма образует не только постенный слой, но и тяжи, пересекающие полость клетки и связанные с частью цитоплазмы, окружающей ядро. Хорошо заметно в волосках тыквы (Cucurbita), крапивы (Urtica).